# Абнер Вінісіус
Абнер Вінісіус да Сілва Сантос (порт. Abner Vinicius da Silva Santos, нар. 27 травня 2000, Презіденті-Пруденті) — бразильський футболіст, захисник французького «Ліона» і збірної Бразилії.

## Клубна кар'єра
Народився 27 травня 2000 року в місті Презіденті-Пруденті. Вихованець футбольної школи клубу «Понте-Прета». Дорослу футбольну кар'єру розпочав 2019 року в основній команді того ж клубу, в якій провів пів року сезон, взявши участь у 9 матчах бразильської Серії Б та ще 4 ігор Ліги Пауліста.
Влітку 2019 року Абнер Вінісіус перейшов у «Атлетіку Паранаенсе», підписавши контракт на 5 років. 28 липня в матчі проти «Крузейро» він дебютував в бразильській Серії A. У тому ж році Вінісіус допоміг клубу завоювати Кубок Бразилії.

## Виступи за збірну
2021 року Абнер Вінісіус потрапив до заявки збірної Бразилії U-23 на Олімпійські ігри, на яких «селесао» стали чемпіонами.

## Статистика виступів

### Статистика клубних виступів
| Сезон             | Команда               | Чемпіонат         | Чемпіонат | Чемпіонат | Національний кубок | Національний кубок | Національний кубок | Континентальні кубки | Континентальні кубки | Континентальні кубки | Інші змагання | Інші змагання | Інші змагання | Усього | Усього | Усього |
| Сезон             | Команда               | Ліга              | Ігор      | Голів     | Ліга               | Ігор               | Голів              | Ліга                 | Ігор                 | Голів                | Ліга          | Ігор          | Голів         | Ігор   | Голів  |        |
| ----------------- | --------------------- | ----------------- | --------- | --------- | ------------------ | ------------------ | ------------------ | -------------------- | -------------------- | -------------------- | ------------- | ------------- | ------------- | ------ | ------ | ------ |
| 2019              | «Понте-Прета»         | ЛП+Б              | 4+9       | 0+1       | КБ                 | 0                  | 0                  |                      | -                    | -                    |               | -             | -             | 13     | 1      |        |
| 2019              | «Атлетіку Паранаенсе» | ЛК+A              | 0+4       | 0         | КБ                 | 0                  | 0                  | КЛ                   | 0                    | 0                    |               | -             | -             | 4      | 0      |        |
| Усього за кар'єру | Усього за кар'єру     | Усього за кар'єру | 17        | 1         |                    | 0                  | 0                  |                      | 0                    | 0                    |               | -             | -             | 17     | 1      |        |

### Статистика виступів за збірну
Станом на 19 листопада 2024 року
| Дата       | Місто    | Господарі | Результат | Гості    | Турнір            | Голи | Примітки |
| ---------- | -------- | --------- | --------- | -------- | ----------------- | ---- | -------- |
| 10-10-2024 | Сантьяго | Чилі      | 1 – 2     | Бразилія | Відбір до ЧС 2026 | -    | 85'      |
| 15-10-2024 | Бразиліа | Бразилія  | 4 – 0     | Перу     | Відбір до ЧС 2026 | -    |          |
| 14-11-2024 | Матурін  | Венесуела | 1 – 1     | Бразилія | Відбір до ЧС 2026 | -    | 90+2'    |
| 19-11-2024 | Салвадор | Бразилія  | 1 – 1     | Уругвай  | Відбір до ЧС 2026 | -    | 58'      |
| Усього     |          | Матчів    | 4         |          | Голів             | 0    |          |

## Титули і досягнення
- Чемпіона штату Парана (1): 2020
- Володар Південноамериканського кубка (1): 2021
- Володар Кубка Бразилії (1): 2019
- Олімпійський чемпіон (1):

2020